# Nyakibingo (periodiskt vattendrag i Burundi, Gitega)
Nyakibingo är ett periodiskt vattendrag i Burundi.   Det ligger i provinsen Gitega, i den centrala delen av landet, 70 km öster om huvudstaden Bujumbura.
Omgivningarna runt Nyakibingo är en mosaik av jordbruksmark och naturlig växtlighet. Runt Nyakibingo är det tätbefolkat, med 397 invånare per kvadratkilometer.